# Chicago Fire
Chicago Fire este un club american de fotbal cu sediul în Chicago, Illinois, iar în acest moment joacă în MLS. Echipa a fost fondată pe 8 octombrie 1997, la a 126 comemorare a marelui incendiu din Chicago.
Culorile oficiale ale clubului sunt alb și roșu.

## Jucători și antrenori

### Lotul curent
La 21 martie 2024. 
| Nr. |                            | Poziție | Jucător                   |
| --- | -------------------------- | ------- | ------------------------- |
| 2   | Franța                     | F       | Arnaud Souquet            |
| 4   | Columbia                   | F       | Carlos Terán              |
| 5   | Germania                   | F       | Rafael Czichos            |
| 7   | Elveția                    | M       | Maren Haile-Selassie      |
| 8   | Statele Unite ale Americii | A       | Chris Mueller             |
| 9   | Belgia                     | A       | Hugo Cuypers              |
| 10  | Elveția                    | M       | Xherdan Shaqiri (căpitan) |
| 12  | Statele Unite ale Americii | A       | Tom Barlow                |
| 14  | Danemarca                  | F       | Tobias Salquist           |
| 15  | Statele Unite ale Americii | F       | Andrew Gutman             |
| 16  | Statele Unite ale Americii | F       | Wyatt Omsberg             |
| 17  | Statele Unite ale Americii | M       | Brian Gutiérrez           |
| 18  | Statele Unite ale Americii | P       | Spencer Richey            |

| Nr. |                            | Poziție | Jucător                                 |
| --- | -------------------------- | ------- | --------------------------------------- |
| 19  | Grecia                     | A       | Georgios Koutsias                       |
| 21  | Germania                   | M       | Fabian Herbers                          |
| 22  | Statele Unite ale Americii | M       | Mauricio Pineda                         |
| 23  | Statele Unite ale Americii | M       | Kellyn Acosta                           |
| 24  | Statele Unite ale Americii | F       | Jonathan Dean                           |
| 25  | Statele Unite ale Americii | P       | Jeffrey Gal                             |
| 27  | Elveția                    | F       | Allan Arigoni (împrumutat de la Lugano) |
| 30  | Paraguay                   | M       | Gastón Giménez                          |
| 31  | Argentina                  | M       | Federico Navarro                        |
| 34  | Statele Unite ale Americii | P       | Chris Brady                             |
| 35  | Statele Unite ale Americii | M       | Sergio Oregel                           |
| 37  | Statele Unite ale Americii | M       | Javier Casas                            |
| 77  | Statele Unite ale Americii | F       | Chase Gasper                            |